# A Republikanska futbolna grupa 1969-1970
La A Republikanska futbolna grupa 1969-1970 fu la 46ª edizione della massima serie del campionato di calcio bulgaro concluso con la vittoria del Levski-Spartak Sofia, al suo undicesimo titolo.
Capocannoniere del torneo fu Petăr Žekov del CSKA Septemvrijsko zname Sofia con 31 reti.

## Formula
Come nella stagione precedente le squadre partecipanti furono sedici e disputarono un turno di andata e ritorno per un totale di trenta partite.
Le ultime due classificate retrocedettero in B RFG.
Le squadre ammesse alle coppe europee furono quattro: i campioni nazionali alla Coppa dei Campioni 1970-1971, la vincitrice della Coppa di Bulgaria alla Coppa delle Coppe 1970-1971 più due ulteriori club, uno di Plovdiv e uno di Sofia, alla Coppa delle Fiere 1970-1971.

## Classifica finale
|    | Classifica                         | G  | V  | N  | P  | GF | GS | Dif | Pt |
| -- | ---------------------------------- | -- | -- | -- | -- | -- | -- | --- | -- |
| 1  | Levski-Spartak Sofia (CB)          | 30 | 23 | 4  | 3  | 67 | 17 | +50 | 50 |
| 2  | CSKA Septemvrijsko zname Sofia (C) | 30 | 21 | 5  | 4  | 73 | 29 | +44 | 47 |
| 3  | ŽSK-Slavia Sofia                   | 30 | 15 | 8  | 7  | 41 | 31 | +10 | 38 |
| 4  | Trakija Plovdiv                    | 30 | 15 | 4  | 11 | 48 | 34 | +14 | 34 |
| 5  | Lokomotiv Plovdiv                  | 30 | 14 | 5  | 11 | 53 | 45 | +8  | 33 |
| 6  | FK Etăr (N)                        | 30 | 12 | 8  | 10 | 42 | 36 | +6  | 32 |
| 7  | Černo More Varna                   | 30 | 11 | 7  | 12 | 47 | 34 | +13 | 29 |
| 8  | Černomorec Burgas                  | 30 | 10 | 9  | 11 | 33 | 41 | -8  | 29 |
| 9  | Akademik Sofia                     | 30 | 9  | 10 | 11 | 34 | 32 | +2  | 28 |
| 10 | Dunav Ruse                         | 30 | 9  | 9  | 12 | 28 | 34 | -6  | 27 |
| 11 | Marek Stanke Dimitrov              | 30 | 12 | 3  | 15 | 41 | 49 | -8  | 27 |
| 12 | Spartak Pleven                     | 30 | 10 | 7  | 13 | 29 | 53 | -24 | 27 |
| 13 | Botev Vraca                        | 30 | 9  | 7  | 14 | 34 | 38 | -4  | 25 |
| 14 | Marica Plovdiv (N)                 | 30 | 10 | 3  | 17 | 34 | 51 | -17 | 23 |
| 15 | Krakra Perniški Pernik             | 30 | 5  | 5  | 20 | 24 | 59 | -35 | 15 |
| 16 | Beroe Stara Zagora                 | 30 | 6  | 4  | 20 | 19 | 64 | -45 | 16 |

- (C) Campione nella stagione precedente
- (N) squadra neopromossa
- (CB) vince la Coppa nazionale

### Verdetti
- Levski-Spartak Sofia Campione di Bulgaria 1969-70.
- Krakra Perniški Pernik e Beroe Stara Zagora retrocesse in B PFG.

### Qualificazioni alle Coppe europee
- Coppa dei Campioni 1970-1971: Levski-Spartak Sofia qualificato.
- Il miglior club di Plovdiv e il miglior altro club di Sofia vanno in Coppa Fiere.